# Ictinogomphus ferox
Ictinogomphus ferox – gatunek ważki z rodziny gadziogłówkowatych (Gomphidae). Występuje w Afryce Subsaharyjskiej i jest szeroko rozprzestrzeniony.
W RPA imago lata od listopada do końca maja. Długość ciała 73–75 mm. Długość tylnego skrzydła 42–43 mm.